# Cantonul Attigny
Cantonul Attigny este un canton din arondismentul Vouziers, departamentul Ardennes, regiunea Champagne-Ardenne, Franța.

## Comune
| Comune                        | Populație (1999) | Cod poștal | Cod INSEE |
| ----------------------------- | ---------------- | ---------- | --------- |
| Alland'Huy-et-Sausseuil       | 215 [241]        | 08130      | 08006     |
| Attigny                       | 1 200            | 08130      | 08025     |
| Charbogne                     | 206              | 08130      | 08103     |
| Chuffilly-Roche               | 91               | 08130      | 08123     |
| Coulommes-et-Marqueny         | 87               | 08130      | 08134     |
| Givry                         | 218              | 08130      | 08193     |
| Rilly-sur-Aisne               | 105              | 08130      | 08364     |
| Saint-Lambert-et-Mont-de-Jeux | 185 [186]        | 08130      | 08384     |
| Sainte-Vaubourg               | 92 [97]          | 08130      | 08398     |
| Saulces-Champenoises          | 196              | 08130      | 08401     |
| Semuy                         | 100              | 08130      | 08411     |
| Vaux-Champagne                | 90 [125]         | 08130      | 08462     |
| Voncq                         | 238              | 08400      | 08489     |